# Bandera de Nevada
La bandera de Nevada consta de un fondo azul y una estrella plateada en la esquina superior izquierda, rodeada por el nombre del estado. Sobre ella encontramos una cinta con las palabras "Battle Born" (nacido en la batalla), que hace referencia a que Nevada se convirtió en Estado durante la guerra civil estadounidense. Bajo la estrella hay dos ramitas verdes de flores amarillas de sagebrush (o artemisia tridentata), la flor del estado.
La bandera actual deriva de un concurso de diseños anunciado en 1926. El diseño vencedor, obra de Louis Shellback III, fue sometido a algunas modificaciones en la legislatura del estado, ya que hubo desacuerdo entre las dos ramas del parlamento sobre la posición del nombre "Nevada". Por fin, se alcanzó un consenso y en 1929 el gobernador Fred B. Balzar firma la ley que hizo oficial aquella bandera. En 1989, sin embargo, un historiador legislativo descubrió que la ley firmada por el gobernador no correspondía exactamente con el consenso alcanzado en 1929. Una ley promulgada 1991 precisó que la palabra "Nevada" debía aparecer por encima de las dos ramitas de Artemisia tridentata, que es la disposición que se usa hasta hoy.

## Banderas históricas

Bandera estatal de Nevada desde 1905 hasta 1915
Bandera estatal de Nevada desde 1915 hasta 1929
Bandera estatal de Nevada desde 1929 hasta 1991

## Galería

Estandarte del Gobernador de Nevada